# デナリ郡 (アラスカ州)
デナリ郡（デナリぐん、英: Denali Borough）は、アメリカ合衆国アラスカ州の中央部に位置する郡である。2010年国勢調査での人口は1,826人である。郡庁所在地はヒーリー（人口1,021人）である。2000年に設立された。2010年時点の郡長はデイビッド・タレリコである。郡が設立されるまでの郡域は未法人化郡の一部であり、田園地帯の子弟を教育するアッパー・レイルベルト教育学区があった。この教育学区は郡成立と共に郡の管轄する教育学区となった。郡内で唯一法人化された都市はアンダーソン（人口246人）である。

## 地理
ノーススロープ郡は北緯63度47分、西経150度11分に位置している。アメリカ合衆国国勢調査局に拠れば、郡域全面積は12,775平方マイル (33,087.1 km2)であり、このうち陸地は12,750平方マイル (33,022.3 km2)、水域は25平方マイル (64.7 km2)で水域率は0.19%である。
郡内には北アメリカの最高地点であるデナリ（旧名称・マッキンリー山、標高6,194 m (20,320 フィート)）があり、郡名もこれから採られた。「デナリ」という言葉は、先住民アサバスカン族 (Athabaskan) の言葉で、「偉大なもの」を意味している。

### 国立保護地域
- デナリ国立公園および保護地（部分）[3]
  - デナリ原生地（部分）

### 隣接する郡と国勢調査地域
- ユーコン・コユクック国勢調査地域 - 西、北
- フェアバンクスノーススター郡 - 北東
- サウスイーストフェアバンクス国勢調査地域 - 東
- マタヌスカ・スシトナ郡 - 南

## 人口動態
以下は2000年の国勢調査による人口統計データである。
| 基礎データ - 人口: 1,893人 - 世帯数: 785 世帯 - 家族数: 452 家族 - 人口密度: 0.人/km2（0.人/mi2） - 住居数: 1,351 軒 - 住居密度: 0.軒/km2（0./mi2） 人種別人口構成 - 白人: 85.74% - アフリカン・アメリカン: 1.43% - ネイティブ・アメリカン: 4.75% - アジア人: 1.53% - 太平洋諸島系: 0.37% - その他の人種: 0.95% - 混血: 5.23% - ヒスパニック・ラテン系: 2.48% | 年齢別人口構成 - 18歳未満: 23.8% - 18-24歳: 6.7% - 25-44歳: 36.8% - 45-64歳: 29.7% - 65歳以上: 3.1% - 年齢の中央値: 38歳 - 性比（女性100人あたり男性の人口） - 総人口: 139.0 - 18歳以上: 147.1 世帯と家族（対世帯数） - 18歳未満の子供がいる: 31.0% - 結婚・同居している夫婦: 43.4% - 未婚・離婚・死別女性が世帯主: 4.5% - 非家族世帯: 42.3% - 単身世帯: 35.0% - 65歳以上の老人1人暮らし: 1.4% - 平均構成人数 - 世帯: 2.28人 - 家族: 3.03人 |

デナリ郡は2005年時点での一人あたり所得（47,551米ドル）では全米第49位だった。

## 都市と町
- アンダーソン - 唯一の法人化都市
- キャントウェル
- クリア
- クリア空軍基地
- フェリー
- ヒーリー - 郡庁所在地
- マッキンリーパーク

## 架空のデナリ郡
作家ステファニー・メイヤーの『トワイライト (小説)トワイライト』シリーズの中で、デナリ・ヴァンパイア集合（ターニャ、ケイト、イリーナ、エリエザルおよびカルメンで構成され、後にギャレットが加わる）は、日が射さないデナリに住む。